# معركة الحيرة
معركة الحيرة  هي معركة وقعت بين المسلمين بقيادة خالد بن الوليد والإمبراطورية الفارسية سنة 12 هـ الموافق 633م وانتهت بانتصار المسلمين.
سار خالد من «أمغيشيا» إلى الحيرة، وحمل الرجال والرحال والأثقال في السفن فخرج مرزبان الحيرة «حاكمها الفارسي» ويدعى زاديه أو آزادبه، وأرسل ابنه لقطع الماء عن السفن، وذلك بسد الفرات فبقيت السفن على الأرض فسار خالد في خيل نحو ابن الأزادبه فلقيه على فم فُرات بادقلي فقتله وقتل أصحابه، غير أن المدينة كانت محصنة بأربعة حصون فأبت التسليم فحصرهم وقاتلهم المسلمون فاقتحموا الدور والديورة وأكثروا القتل فنادى القسيسون والرهبان، يا أهل القصور ما يقتلنا غيركم، فنادى أهل القصور المسلمين، قد قبلنا واحدة من ثلاث: أما الإسلام، أو الجزية، أو المحاربة.
أما زاديه فانه هرب إذ بلغه موت أردشير.
وهذه أسماء قصور الحيرة التي تحصنوا فيها:
- القصر الأبيض وفيه إياس بن قبيصة، وكان ضرار بن الأزور محاصراً له.
- قصر الغريين وفيه عدي بن عدي، وكان ضرار ابن الخطاب محاصراً له.
- قصر ابن مازن وفيه ابن أكال، وكان ضرار بن مقرن المزني محاصراً له.
- قصر ابن بقيلة وفيه ابن بقيلة . وكان المثنى محاصراً له.

خرج هؤلاء الرؤساء الأربعة من قصورهم فأرسلهم المسلمون إلى خالد فكان أول من طلب الصلح، عمرو بن عبد المسيح فصالحوه على 190,000 وأهدوا له الهدايا وبقوا على دينهم. وبعث خالد بالفتح والهدايا إلى ابي بكر مع الهذيل الكاهلي فقبلها أبو بكر من الجزاء، وكتب إلى خالد: أن أحسب لهم هديتهم من الجزاء إلا أن تكون من الجزاء.، وخذ بقية ما عليهم فقو بها أصحابك.